# Bowater

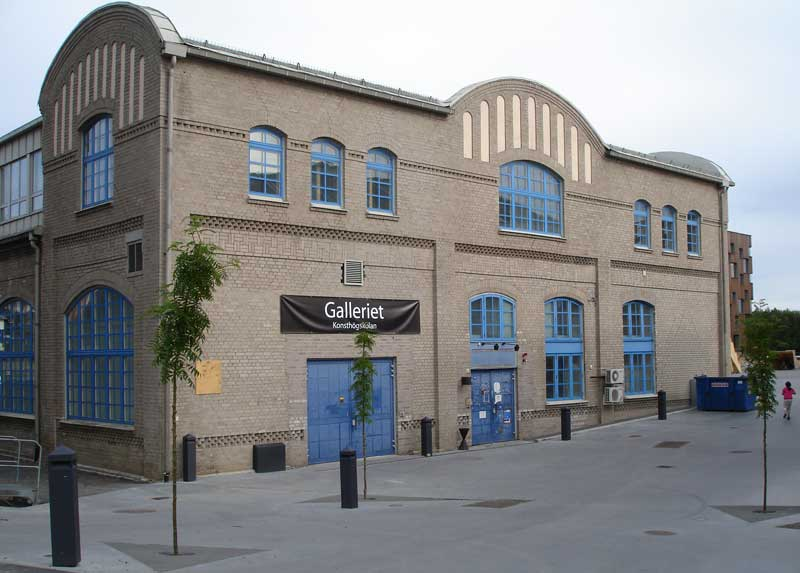
Umeå träsliperi, 2012

Bowater var en brittiskt tillverkare och distributör av papper.
Företaget grundades av William Vansittart Bowater 1881 och var till en pappersagent och levererantör av papper till dagstidningar. Strax före första världskriget började Bowater köpa upp pappersbruk, bland annat i Sittingbourne, Northfleet och Kemsley. Vid samma tid började företaget utlandsverksamhet. Under 1930-talet köptes skog i Skandinavien. Flera sulfitfabriker och exportsliperier fick Bowater som sin huvudsakliga leverantör. Från 1937 var Bowater huvudintressent i AB Umeå trämassefabrik, vilket lades ned 1954.
I början av 1960-talet började en nedgång för företaget, som fram till 1970-talet sålde av stora delar av sina utländska tillgångar. Verksamheten i USA avknoppades på 1970-talet till ett eget bolag under namnet Bowater Inc., medan verksamheten i Storbritannien och Australien fortsatte sin verksamhet under namnet Bowater Industries plc. År 1990 bytte företaget namn till Bowater PLC och efter uppköp av flera förpackningsföretag namnändrades företaget 1997 till Rexam.